# Savilian Chair of Geometry
Der Savilian Chair of Geometry (englisch, in etwa:  Savilischer Lehrstuhl für Geometrie) ist ein Lehrstuhl für Mathematik an der Oxford University. Der Inhaber trägt den Titel „Savilian Professor of Geometry“.

## Geschichte
Der Lehrstuhl wurde 1619 zusammen mit dem Savilian Chair of Astronomy von Henry Savile gegründet und ist nach ihm benannt. Savile sagte, der Stuhl solle der Tatsache Abhilfe schaffen, dass „Geometrie in England beinahe vollständig unbekannt und aufgegeben“ sei (geometry is almost totally unknown and abandoned in England). Als Hauptthemen waren von ihm die Inhalte von Euklids Elementen, Apollonios von Perges Abhandlung über Kegelschnitte und die Werke von Archimedes vorgesehen.

## Lehrstuhlinhaber
- 1619 Henry Briggs
- 1631 Peter Turner
- 1649 John Wallis
- 1704 Edmond Halley
- 1742 Nathaniel Bliss
- 1765 Joseph Betts
- 1766 John Smith
- 1797 Abraham Robertson
- 1810 Stephen Peter Rigaud
- 1827 Harry Baden-Powell
- 1861 Henry John Stephen Smith
- 1883 James Joseph Sylvester
- 1897 William Esson
- 1920 Godfrey Harold Hardy
- 1932 Edward Charles Titchmarsh
- 1963 Michael Francis Atiyah
- 1969 Ioan MacKenzie James
- 1995 Richard Taylor
- 1997 Nigel James Hitchin
- 2017 Frances Kirwan (amtierend)